# Estación Talcahuano-Puerto
La Estación Talcahuano fue una estación de ferrocarriles, estuvo ubicada en la comuna de Talcahuano. 

## Historia
Fue inaugurada en 1872, con el ferrocarril Talcahuano a Chillán y Angol. Formaba parte del ramal San Rosendo - Talcahuano. Su boletería y acceso se encontraban en Avenida Manuel Blanco Encalada. Se ubica dentro del sector Puerto, con el cual tenía conexión ferroviaria. 
El 12 de abril de 1923 se ordena la construcción del cercado de la estación.
En la década de 1960, después de la pérdida del antiguo edificio, pasó a reducir su importancia. Es por esto que se construye en reemplazo del terminal antiguo, el nuevo edificio de la estación. La estación El Arenal, ubicado 2 km al sur es estación de pasajeros, pero siguen transitando locomotoras de carga hasta la estación Talcahuano-Puerto, como comienza a llamarse. 
En la década de 1980 se termina el tráfico de pasajeros hasta la estación y el terminal de servicios se mueve hasta la estación El Arenal. Persiste solo el tráfico de carga al puerto de Talcahuano, y la operación de un tren para los funcionarios de Asmar Talcahuano hasta principios de la década de 1990.
En 2003, se remodela el patio y se construye la estación Plaza El Ancla.